# Gilbert Emery
Gilbert Emery, född 11 juni 1875 i Naples, New York, död 28 oktober 1945 i Los Angeles, Kalifornien, var en amerikansk skådespelare, författare och dramatiker. På 1920-talet skrev han ett flertal pjäser som sattes upp på Broadway. Han medverkade i över 80 Hollywoodfilmer, ofta i roller med auktoritet eller som förnäm herre.

## Filmografi, urval
- 1930 – Konsten att behålla en man
- 1932 – Farväl till vapnen
- 1934 – Huset Rothschild
- 1935 – Fången på Dartmoor
- 1935 – Glada änkans millioner
- 1935 – En läkares samvete
- 1936 – Draculas dotter
- 1936 – Hans fru och hans sekreterare
- 1936 – Lille lorden
- 1936 – Samhällets rovriddare
- 1937 – Farornas skepp
- 1937 – Emile Zolas liv
- 1940 – Förbannelsens hus
- 1941 – En kvinnas ansikte
- 1941 – Adam hade fyra söner
- 1941 – Himlens vrede
- 1944 – Till främmande hamn